# Preparación del cuerpo expedicionario francés a los Estados Unidos de 1780

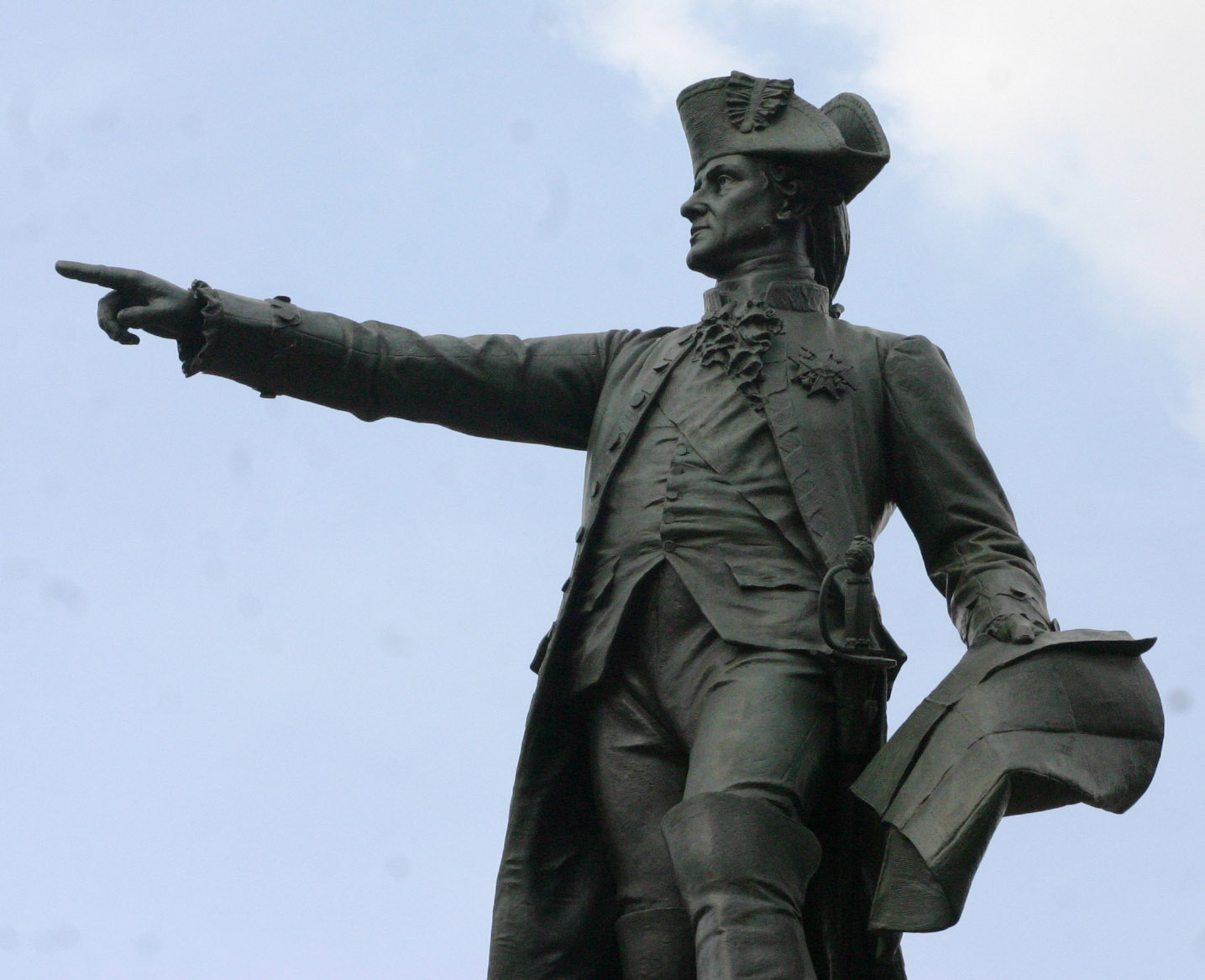
Estatua del Mariscal Rochambeau.

## Partida del vizconde de Rochambeau hacia Francia en elAmazone
La escuadra británica continuaba bloqueando Newport. Sin embargo era urgente hacer zarpar a la fragata Amazone, comandada por La Pérouse, que debía conducir a Francia al vizconde de Rochambeau, hijo y miembro del estado mayor del comandante en jefe francés, Mariscal Jean-Baptiste Donatien de Vimeur de Rochambeau. Llevaría a Francia despachos exponiendo a los ministros la situación crítica de los ejércitos francés y americano. El vizconde debía especialmente apurar el envío del dinero prometido, ya que el pago a los soldados no estaba asegurado más que hasta el 1° de enero de 1781 y esto solo por costosos préstamos. Más allá, quedarían sin recursos.
El 27 de octubre de 1780, doce navíos británicos aparecieron ante la vista de Newport, pero al día siguiente un viento los dispersó y La Pérouse aprovechó hábilmente el momento para hacer salir al Amazone con dos fragatas, la Surveillante y la Hermione, que llevaban un cargamento de madera para construcción destinado a Boston.
El almirante Rodney retornó al Caribe en el curso de noviembre. Dejaba una escuadra de doce navíos de línea al mando del almirante Arbuthnot, quien estableció su fondeadero para todo el invierno en la bahía de Gardner, en el extremo de Long Island, con el fin de no perder de vista a la escuadra francesa. Al mismo tiempo, con navíos de cincuenta cañones, dispuso cruceros en la entrada de otros puertos de América. La concentración de las fuerzas británicas ante Rhode Island resultaría muy favorable al comercio de Filadelfia et de Boston que quedaron sin bloqueo. Los corsarios americanos pudieron incluso tomar algunas presas a los británicos.

## Lauzunpide servir a órdenes deLa Fayette
En esos días, el general Nathanael Greene, que había tomado el comando del ejército del sur tras la derrota del general Horatio Gates, pidió socorro y especialmente caballería que se pudiese oponer al cuerpo del coronel Tarleton, que actuaba sin ninguna resistencia. El duque de Lauzun, sabiendo que La Fayette iba a partir hacia esas provincias y seguro del consentimiento de Washington, no dudó en solicitar ser empleado en esa expedición y en servir a las órdenes de La Fayette.
Rochambeau le rechazó la autorización y la gestión de Lauzun fue lamentada en el ejército, sobre todo por el marqués de Laval, coronel del regimiento de Bourbonnais.
Rochambeau hizo entrar al ejército a cuarteles de invierno en Newport, desde los primeros días de noviembre. La legión de Lauzun fue obligada, por falta de víveres, a separarse de su caballería, que fue enviada con los caballos de la artillería y víveres a los bosques de Connecticut a ochenta millas de Newport.
Partió el 10 de noviembre. El 15, detenido en Windham con sus húsares le había sido agregado Dumas y se reunió con Chastellux. El 16, hacia las cuatro de la tarde, llegaron juntos al ferry de Hartford donde fueron recibidos por el coronel Wadsworth. "Los Señores Linch y Montesquieu encontraron allí buenos alojamientos", dice Chastellux.
Si se ha de creer a Lauzun, sólo Siberia puede compararse a Lebanon, que no estaba compuesta más que por algunas cabañas dispersas entre inmensos bosques. Debió permanecer allí hasta el 11 de enero de 1781.

## Lauzun en Lebanon
El 5 de enero, Lauzun recibió nuevamente la visita de Chastellux.
Mientras tanto, el conde de Rochambeau iba a reconocer los cuarteles de invierno en Connecticut, porque contaba siempre con el arribo de la segunda división de su ejército y no quería encontrarse mal provisto. Había dejado en Newport al almirante Ternay, enfermo de una fiebre que no parecía inquietante; pero a penas había llegado a Boston, el 15 de diciembre, su segundo, el barón de Vioménil, le envió un correo informándole de la muerte del almirante. El caballero Destouches, que era el capitán de navío más antiguo, tomó entonces el comando de la escuadra y se condujo siguiendo las mismas instrucciones que tenía su predecesor.

## Insubordinación de tropas americanas
El 11 de enero, el general Knox, comandante de la artillería americana, llegó enviado por el general Washington para informar a Lauzun que las brigadas de Pensilvania y de Nueva Jersey, cansadas de servir sin sueldo, se habían amotinado, habían matado a sus oficiales y habían elegido jefes de entre ellos. Igualmente, informó de que se temía que pudiesen marchar a Filadelfia para hacerse pagar por la fuerza, o que se uniesen al ejército británico, que no estaba lejos.

## Rochambeau y Washington carecen de dinero y de víveres

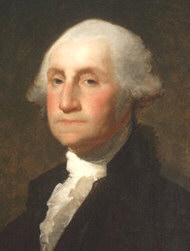
General George Washington.

Lauzun se dirigió inmediatamente a Newport para advertir al general en jefe de esta rebelión. Rochambeau quedó tan procupado como afligido, ya que no tenía ningún modo de ayudar a Washington, puesto que el mismo estaba sin fondos y no había siquiera recibido una carta de Europa desde su llegada a América. Se supo más tarde que el Congreso había calmado la revuelta de los de Pensilvania haciéndoles un pequeño pago a cuenta, pero que como el motín se había propagado en la milicia de Jersey y amenazaba extenderse a todo el ejército -que tenía los mismos motivos de queja- Washington debió tomar medidas severas contra los nuevos alzados, medidas que hicieron que todo volviera al orden.

## Rochambeau envía a Lauzun ante el general Washington

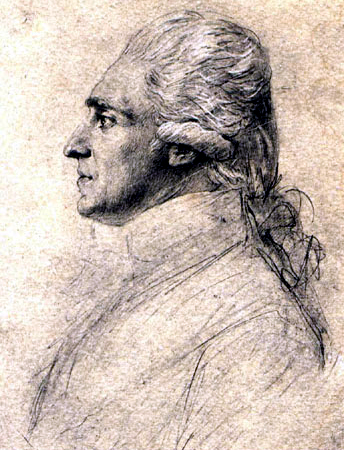
Jean-Baptiste Donatien de Vimeur, Conde de Rochambeau.

A pesar de sus propias limitaciones, Rochambeau envió a Lauzun a unirse a Washington, quien tenía su cuartel general en New-Windsor, sobre el río del Norte. El general americano le dijo que contaba con ir próximamente a Newport a ver al ejército francés y a señor de Rochambeau. Confió también a Lauzun que el general Arnold (quien ya se había pasado al bando británico) se había embarcada hacia Nueva York con 1.500 hombres para dirigirse a Portsmouth, en Virginia, a efectuar incursiones depredatorias en la bahía de Chesapeake, contra las que esperaba no tener más oposición que de las milicias locales; y que ante esto iba él (Washington) a mandar a La Fayette por tierra con toda la infantería ligera de su ejército para sorprender a Arnold. Pedía Washington que la escuadra francesa fuese a fondear en la bahía de Chesapeake y desembarcase allí un destacamento del ejército para cortar toda retirada a Arnold.
Lauzun permaneció dos días en el cuartel general americano y casi se ahoga cruzando el río del Norte.
El edecán Dumas, que acompañó a Lauzun en este viaje, nos da interesantes detalles de su estadía con general americano.

## El estado de los ejércitos aliados obliga al Congreso americano a enviar a Francia a uno de los edecanes de Washington
El 28 de enero de 1781, el general Knox fue a visitar por dos días al ejército francés. El general Lincoln y el hijo del coronel Laurens fueron en la misma época. Este último debía partir pocos días después hacia Francia en el l'Alliance.
La mala situación de los ejércitos aliados movió al Congreso a enviar a Francia al coronel Laurens, edecán del general Washington. Tenía órdenes de plantear nuevamente a la corte de Versailles el estado angustiante en que se encontraba su patria.
Sin embargo, las fragatas Hermione y Surveillante, que habían acompañado a la Amazone el 28 de octubre para dirigirse a Boston, volvieron a Newport el 26 de enero. Traían con ellas la gabarra Ile-de-France, mientras la Éveillé, la Ardent y la Gentille se habían adelantado. El retorno se debió al mal tiempo. Pero los mismos vientos que las habían demorado fueron aún más dañinos con los británicos. Estos habían hecho salir de la bahía de Gardner a cuatro navíos de línea para interceptar a la escuadra francesa; uno de ellos, el Culloden, de 74 cañones, se destrozó contra la costa y los dos otros perdieron sus mástiles.

## El capitán Destouches es enviado a Virginia para combatir a Arnold
Arnold, el americano traidor a su causa, incursionaba cada vez más amenazadoramente en el Estado de Virginia. Para responder a los insistentes pedidos de socorro de ese Estado -que ya no podía resistir- el capitán Destouches preparó una pequeña escuadra. Estaba compuesta por un navío de línea, el l'Éveillé, dos fragatas, la Surveillante, y la Gentille, y del cotre Guêpe. Estaba destinada a ir a la bahía de Chesapeake, donde Arnold no
podía disponer más que de dos buques, el Charon de 50 cañomes y el Romulus de 44, y de algunas embarcaciones de transporte. La pequeña expedición francesa, de la que de Grasse fue comandante, se preparó en el mayor secreto. Llegó a la bahía de Chesapeake, se apoderó del Romulus, de tres corsarios y de seis bricks.
El resto de las fuerzas enemigas huyó río arriba, en dirección a Portsmouth. Los buques franceses no pudieron seguirlos debido a su mayor calado. De modo que de Grasse volvió con sus presas a Newport, pero había debido separarse de la balandra Guêpe, comandada por el Señor de Maulévrier. Se supo más tarde que había naufragado en el cabo Charles y que la tripulación había podido salvarse.

## Lafayette y Rochambeau se adelantan también con el mismo objetivo
Todo lo anteriormente relatado no era más que el preludio de una expedición más importante. Washington había hablado de ella a Lauzun y este deseaba integrarla. Los generales en jefe de ambos ejércitos habían convenido que, mientras La Fayette se dirigiría a sitiar a Arnold en Portsmouth, una flota francesa transportando mil hombres atacaría desde el mar. Rochambeau, en efecto, hizo embarcar en los navíos de Destouches a 1.200 hombres tomados del regimiento de Bourbonnais, bajo la conducción del coronel de Laval y del mayor Gambs; y del regimiento de Soissonnais, a las órdenes del coronel y segundo comandante, el vizconte de Noailles, y del teniente coronel Anselme de la Gardette.
Para reemplazar a las tropas que partían, se hizo adelantar a 1700 hombres de las milicias del país a las órdenes del general Lincoln, antiguo defensor de Charleston.
La elección de estos comandantes fue criticada vivamente por los principales oficiales. Lauzun, por ejemplo, reprochó al general en jefe no haber sido enviado y de Laval se quejó de no haber tenido el comando en jefe de la expedición.